# Hildegarda
Hildegarda je žensko osebno ime.

## Izvor imena
Ime Hildegarda je sestavljeno iz starovisokonemških besed hiltje v pomenu besede »boj« in gard, ki ga razlagajo iz besede gart v pomenu »ograja, plot«.

## Različice imena
Hildegard, Hildegarde, Liharda

## Pogostost imena
Po podatkih Statističnega urada Republike Slovenije je bilo na dan 31. decembra 2007 v Sloveniji število ženskih oseb z imenom Hildegarda: 106.

## Osebni praznik
V koledarju je Hildegarda zapisana 17. septembra (sv.Hildegarda, benediktinska opatinja iz nemškega mesta Bingen, † 17. sep. 1179).

## Zanimivosti
- Hildegarda je ime več svetnic.
- sveta Liharda Kamenska, iz Kamna v Podjuni, god 5. februarja.[4]
- V Koledarju je 17.septembra Hildegarda, benediktinska opatinja iz nemškega mesta Bingen, ki je umrla 17. sept. 1179. Velja za zavetnico esperantistov in jezikoslovcev.
- Pri Nemcih je znana še blažena Hildegarda, cesarica, druga žena Karla Velikega, mati cesarja Ludvika Pobožnega in verjetno ustanoviteljica benidiktinskega samostana v Kemptnu na Bavarskem.